# Camp David

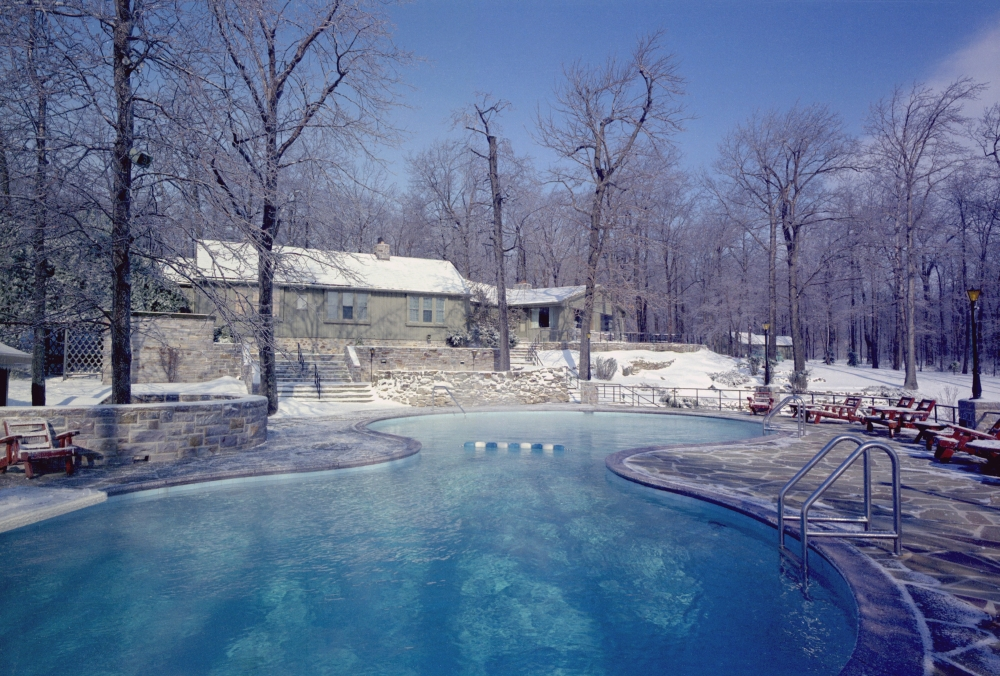
Haupthaus von Camp David (1971)

Presidential Retreat „Camp David“ ist die inoffizielle, aber weithin bekannte Bezeichnung für die Naval Support Facility Thurmont, amtlich auch Camp 3. Die Anlage befindet sich im Erholungsgebiet Catoctin Mountain im Frederick County im US-Bundesstaat Maryland am Rande der Blue Ridge Mountains und dient als Erholungsanlage für den amtierenden Präsidenten der Vereinigten Staaten, abseits vom normalen Regierungssitz und dem politischen Tagesgeschäft im Weißen Haus in Washington, D.C., und ist gemeinhin als Camp David bekannt.

## Lage
Das Präsidentencamp liegt innerhalb der Grenzen des Catoctin Mountain Parks; es ist für die Öffentlichkeit nicht zugänglich. Dies hat Sicherheitsgründe und sichert die Privatsphäre der dort Anwesenden.
Camp David befindet sich nur wenige Kilometer entfernt von der Bunkeranlage Site R, die auch unter dem Namen Raven Rock bekannt ist. Seine heutige inoffizielle Bezeichnung verdankt Camp David dem früheren Präsidenten Dwight D. Eisenhower, der es nach seinem Enkel benannte. Wie die offizielle Bezeichnung bereits aussagt, wird die Anlage von der United States Navy verwaltet.

## Bedeutung
Camp David wurde in der jüngeren Geschichte neben seiner Rolle als Ferienrefugium des amerikanischen Präsidenten und dessen Familie (First Family) oft auch als Ort für formelle und informelle Gespräche zwischen den USA und Regierungschefs anderer Staaten genutzt. Das vermutlich bekannteste war das Friedensabkommen Camp-David-Abkommen zwischen Anwar as-Sadat und Menachem Begin, das 1979 unter Vermittlung von Jimmy Carter zum Friedensvertrag zwischen Ägypten und Israel führte.

## Geschichte

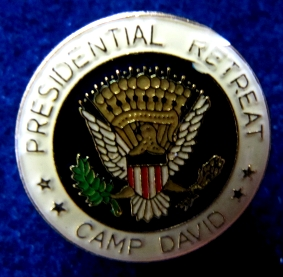
Manschettenknöpfe von Richard Nixon, Camp-David-Edition im Privatbesitz eines deutschen Sammlers

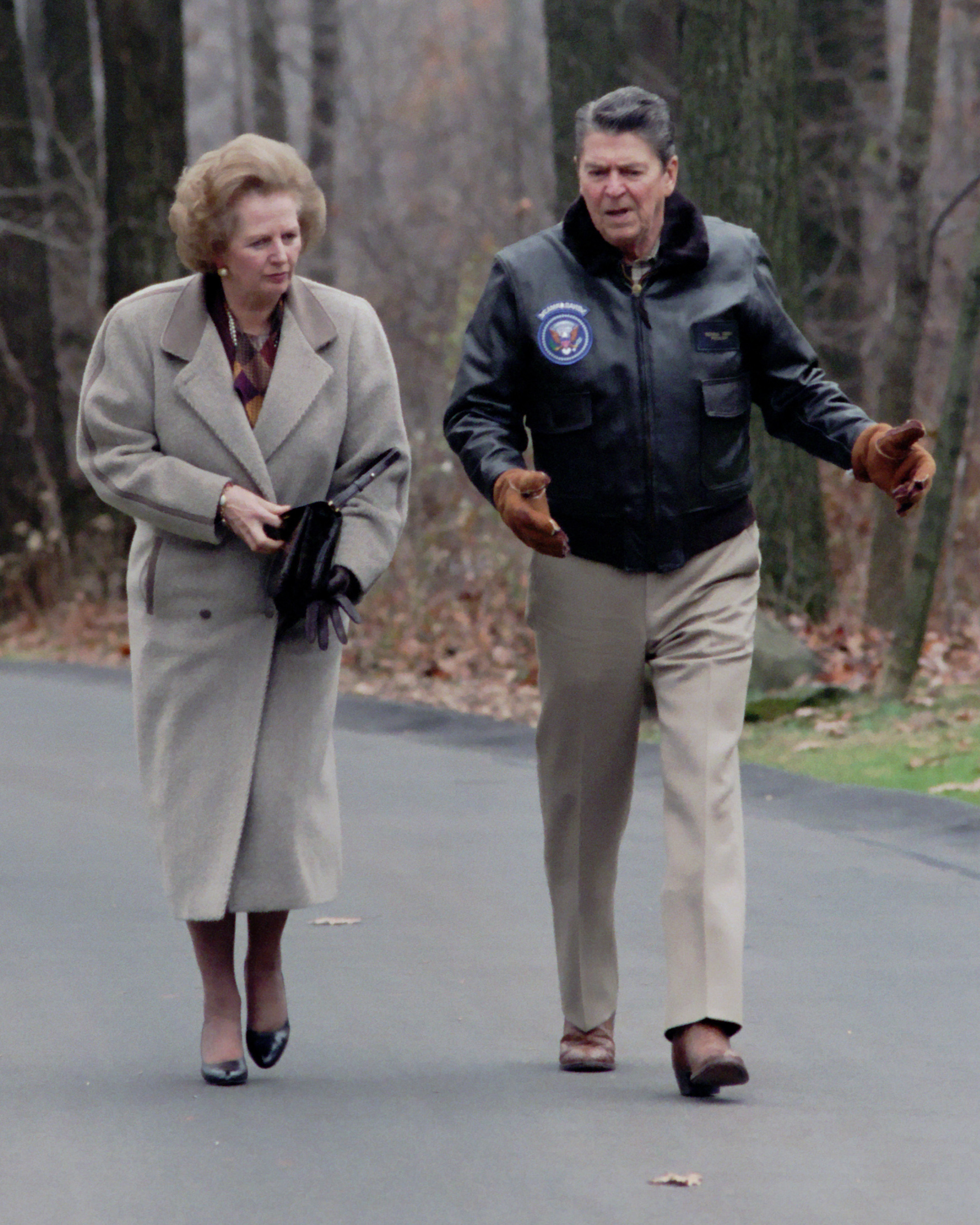
Margaret Thatcher und Ronald Reagan in Camp David, 1986

Der Catoctin Mountain Park war ein ursprünglich sehr unrentabler Landstrich, der 1936 von der Regierung in eine Erholungseinrichtung umgewandelt wurde. Es sollte gezeigt werden, wie unfruchtbares, raues Gelände und erodierter Boden in wirtschaftlich nutzbares Gelände umgewandelt werden kann. Das erste Camp, Misty Mount, wurde ein Jahr lang von der Maryland-Liga für behinderte Kinder benutzt, die jedoch anschließend in das Camp Greentop umzogen, weil das Gelände für Rollstuhlfahrer besser geeignet war. Ein drittes Camp, Hi-Catoctin, das dann im Winter 1938/39 fertiggestellt worden war, diente drei Jahre lang als Ferienlager für Beamtenfamilien.
Der damalige Präsident Franklin D. Roosevelt pflegte sich an Wochenenden und im Sommer an Bord seiner Yacht Potomac oder in Hyde Park im Staat New York zu erholen. Als 1942 – nach dem Angriff Japans auf Pearl Harbor und dem Manövrieren deutscher U-Boote im Atlantik – die Gesamtlage immer gefährlicher wurde, wurde aus Gründen der Sicherheit und auch der Gesundheit des Präsidenten ein neuer Erholungsort im Umkreis von 100 Meilen außerhalb von Washington, D.C. in sicherer, kühler Berglage gesucht.
Einige Orte wurden in Betracht gezogen; nach Roosevelts erstem Besuch des Camps Hi-Catoctin am 22. April 1942 wählte man dieses aus. Es gab bereits eine Anlage, die Umbaukosten betrugen 18.650 US-Dollar, und nicht zuletzt war die Gegend rund zehn Grad kühler als in Washington, was den angegriffenen Atemwegen des Präsidenten zugutekam. So wurde das Ferienlager für Beamtenfamilien zum Ferienlager für einen „Beamten“, den Präsidenten. Roosevelt taufte den Ort um in Shangri-La, inspiriert von dem Roman Lost Horizon (dt. Der verlorene Horizont) von James Hilton.
Gegen Ende des Zweiten Weltkrieges wurde darüber diskutiert, was aus Shangri-La, dem früheren Landsitz des Präsidenten, werden sollte: Sollte man es der Nationalparkverwaltung zurückübereignen oder als nationales Denkmal erhalten? Oder sollte es seinem ursprünglichen Zweck wieder zugeführt und dem Maryland-Staatsforst als Mustergelände zurückgegeben werden?
1952 stimmte Präsident Harry S. Truman einem Kompromiss zu, dass das Land nördlich der Maryland Route 77 weiterhin vom National Park Service verwaltet und das Land südlich davon dem Cunningham-Falls-Staatspark übereignet werden solle. Die offizielle Übergabe fand 1954 statt. Präsident Dwight D. Eisenhower benannte das Gelände dann nach seinem Enkelsohn Camp David.
Im August 1971 verkündete der US-Präsident Richard Nixon von Camp David aus das Ende der Bindung des US-Dollars an Gold, der sogenannte „Nixon-Schock“.
Auf Einladung von US-Präsident Jimmy Carter begannen am 5. September 1978 in Camp David die Friedensverhandlungen zwischen Israels Ministerpräsident Menachem Begin und Ägyptens Staatspräsident Anwar as-Sadat. Neben diesen historischen israelisch-ägyptischen Gesprächen haben in der privaten, abgeschlossenen Atmosphäre des Camps zahlreiche Treffen und Gespräche von Bedeutung stattgefunden: die Planung der Landung in der Normandie im Zweiten Weltkrieg, die Treffen zwischen Eisenhower und Nikita Sergejewitsch Chruschtschow, Verhandlungen über die Schweinebucht-Krise, über den Vietnamkrieg und andere Gespräche mit Machthabern, ausländischen Würdenträgern und Gästen.
Im Jahr 2000 scheiterten erneute Gespräche zur Lösung des israelisch-palästinensischen Konfliktes auf dem Gipfel zwischen Bill Clinton, PLO-Führer Jassir Arafat und dem israelischen Ministerpräsidenten Ehud Barak. Dieses Treffen wird als Camp David II bezeichnet.
Vom 18. bis 19. Mai 2012 fand hier der G8-Gipfel statt.